# Franjo Grčević
Franjo Grčević (Ciglenik, 24. studenoga 1923.– Zagreb, 2. prosinca 2009.) bio je hrvatski književni povjesničar.

## Životopis
Završio je srednju tehničku školu u Zagrebu 1942. godine. Na Filozofskom fakultetu u Zagrebu diplomirao je 1954. „jugoslavenske jezike” i književnosti te ruski i njemački jezik.
Doktorirao je 1965. tezom o Bogdanu Popoviću. Radio je kao gimnazijski i sveučilišni profesor. Kao gost predavač predavao je na više europskih sveučilišta. Bio je predsjednik Hrvatskoga filološkog društva (1968.) Godine 1987. osnovao je prvo građansko ekološko društvo u Hrvatskoj „Ekološka javnost”.

### Članci
- Marinković, Dušan. 2002. Grčević, Franjo. Hrvatski biografski leksikon. Zagreb.  journal zahtijeva |journal= (pomoć)